# Ancylocera michelbacheri
Ancylocera michelbacheri är en skalbaggsart som beskrevs av Chemsak 1963. Ancylocera michelbacheri ingår i släktet Ancylocera och familjen långhorningar. Inga underarter finns listade i Catalogue of Life.